# Museo del Cine - Colección Carlos Jiménez
El Museo del Cine - Colección Carlos Jiménez es un museo sobre la historia del cine profesional y tecnológico de España, que se encuentra en el municipio madrileño de Villarejo de Salvanés ocupando 1 000 m² de las antiguas instalaciones de un cine comercial.
Se encuentra dividido en tres salas y contiene siete exposiciones temáticas. Cuenta con más de 500 proyectores, entre ellos un par de los hermanos Lumière, y 22 000 carteles cinematográficos.